# Vallée de l'Alagnon
 (octobre 2013).
Si vous disposez d'ouvrages ou d'articles de référence ou si vous connaissez des sites web de qualité traitant du thème abordé ici, merci de compléter l'article en donnant les références utiles à sa vérifiabilité et en les liant à la section « Notes et références ».
La vallée de l'Alagnon est une vallée française située dans le Massif central où s'écoule la rivière Alagnon. Elle commence dans les monts du Cantal, où elle se présente sous la forme d'une ancienne vallée glaciaire, pour déboucher dans la vallée de l'Allier après avoir traversé des gorges. Elle traverse trois départements auvergnats : le Cantal, la Haute-Loire et le Puy-de-Dôme.

## Géographie

### Topographie
S'étirant sur environ 85 km, la vallée de l'Alagnon va de 1 813 mètres à 397 mètres d'altitude.
La haute vallée de l'Alagnon (aussi appelée Valagnon, correspondant à la commune de Laveissière) démarre dans le massif cantalien, le plus grand volcan d'Europe, dans le cirque glaciaire de Font d'Alagnon sur le domaine skiable de la station du Lioran, au regard du puy Bataillouse, du Téton de Vénus, du Bec de l'Aigle, du puy de Massebœuf et des cols de Rombière et de Font-de-Cère.
Elle se caractérise par des versants abrupts ainsi qu'un aspect fermé que lui confère la forêt de sapin du Lioran qui la couvre sur 8 kilomètres et 1 500 hectares. À ses débuts, elle suit une orientation sud-est puis une orientation nord-est au niveau du hameau du Lioran. Après s'être creusée dans les gorges de l'Alagnon, elle s'élargit devant le puy de Seycheuse, où la vallée suspendue de Vassivière la rejoint. Le fond de vallée s'aplanit au niveau du hameau Fraisse-Haut. À partir du village de Laveissière, la vallée quitte son environnement forestier et se caractérise par un paysage bocager.
Avant de passer au pied de la cité médiévale de Murat, la vallée est rejointe par la vallée suspendue de Chambeuil et les vallées du Benet et du Bournandel. La vallée se resserre entre les necks de Bonnevie et de Bredons pour s'élargir à nouveau.
Après que la vallée du Lagnon se confonde avec elle, à son entrée sur la commune de La Chapelle-d'Alagnon, la vallée se dénude quasiment entièrement de forêt, s'aplanit davantage et s'élargit à la venue du vallon de la Gaselle.
À l'entrée de Ferrières-Saint-Mary, la vallée se referme fortement et reprend son aspect Valagnon avec des pentes entièrement boisées et un plus abruptes.
À Massiac, elle s'élargit et s'aplanit. Puis, à son entrée dans la Haute-Loire, elle se referme à nouveau pour former pour la deuxième fois des gorges.
Le passage à Lempdes-sur-Allagnon et dans le département du Puy-de-Dôme change radicalement son aspect et les pentes s'effacent avant que la vallée de l'Alagnon débouche dans la vallée de l'Allier à Auzat-la-Combelle.

### Population
| Dans le Cantal 6 147 hab. | dans la Haute-Loire 1 804 hab.                                                                                                   | dans le Puy-de-Dôme 3 715 hab.                                                                               |
| --- | --- | --- |
| - Laveissière) : 578 hab - Murat : 1 983 hab. - La Chapelle-d'Alagnon : 239 hab. - Neussargues-Moissac : 968 hab. - Ferrières-Saint-Mary : 251 hab. - Molompize : 299 hab. - Massiac : 1 829 | - Grenier-Montgon : 120 hab. - Torsiac : 72 hab. - Léotoing : 205 hab. - Chambezon : 88 hab. - Lempdes-sur-Allagnon : 1 319 hab. | - Moriat : 377 hab - Charbonnier-les-Mines : 883 hab. - Beaulieu : 405 hab. - Auzat-la-Combelle : 2 050 hab. |

### Climat et végétation
La vallée de l'Alagnon a un climat très varié. La haute vallée possède un climat montagnard avec des hivers rudes fortement enneigés et d'importantes précipitations (250 cm/an, le record pluviométrique de France métropolitaine). Le contraste s'effectue à partir de Ferrières-Saint-Mary où l'on constate un climat méditerranéen.
La végétation suit la même évolution. En effet, on retrouve les étages montagnard (900-1 500 m) et subalpin (plus de 1 500 m) dans la haute vallée avec des plantes comme la gentiane jaune, l'anémone soufrée, etc. alors que le bas de la vallée possède une flore méditerranéenne.

## Économie
La principale activité de la vallée est le tourisme, notamment concentré dans le massif cantalien. Le principal pôle est la station du Lioran, la principale station de montagne du Massif central.
Le deuxième secteur est l'agriculture. Bien que la céréaliculture soit pratiquée dans certains fonds de vallée plats, l'élevage est prédominant surtout dans la haute vallée avec les territoires d'estives. La vallée se trouve sur plusieurs zones d’appellation d'origine protégées : cantal, salers, bleu d'Auvergne, saint-nectaire et fourme d'Ambert.
La sylviculture constitue une activité importante dans la vallée. Largement boisées mais inégalement exploitées, les forêts de la vallée de l'Alagnon sont composées en amont de résineux et en aval de feuillus. La principale forêt exploitée est la forêt du Lioran, sur la commune de Laveissière, tout en amont.